# 604 Tekmessa
604 Tekmessa este un asteroid din centura principală, descoperit pe 16 februarie 1906, de Joel Metcalf.